# Dinara Wagner
Dinara Wagner (* 25. Mai 1999 in Elista als Dinara Mergenowna Dordschijewa, russisch Динара Мергеновна Дорджиева, FIDE-Schreibweise Dordzhieva) ist eine russische Schachspielerin kalmückischer Herkunft, die für den Deutschen Schachbund spielberechtigt ist. Bis 2022 spielte sie für den Schachverband Russlands. Seit 2020 trägt sie den Titel einer Großmeisterin der Frauen, seit 2023 auch den Titel Internationaler Meister.

## Leben
Wagner stammt aus der kalmückischen Hauptstadt Elista. 
Sie gewann fünf Mal die russischen Schach-Jugendmeisterschaften der Mädchen. 2014 erhielt sie den Titel Internationale Meisterin der Frauen und wurde 2016 Dritte bei der Juniorenweltmeisterschaft der Frauen. Bei der Europameisterschaft im Schnellschach 2019 schnitt sie als beste Frau ab und erreichte im folgenden Jahr den Titel Großmeisterin der Frauen.
2020 absolvierte Dinara Wagner das Bachelorstudium  Weltwirtschaft an der Hochschule für Wirtschaft in Moskau. 2021 zog sie nach Heidelberg. Hier absolvierte Dinara den Masterstudiengang Economics  an der Ruprecht-Karls-Universität. Im Dezember 2021 heiratete sie den deutschen Schachspieler Dennis Wagner.

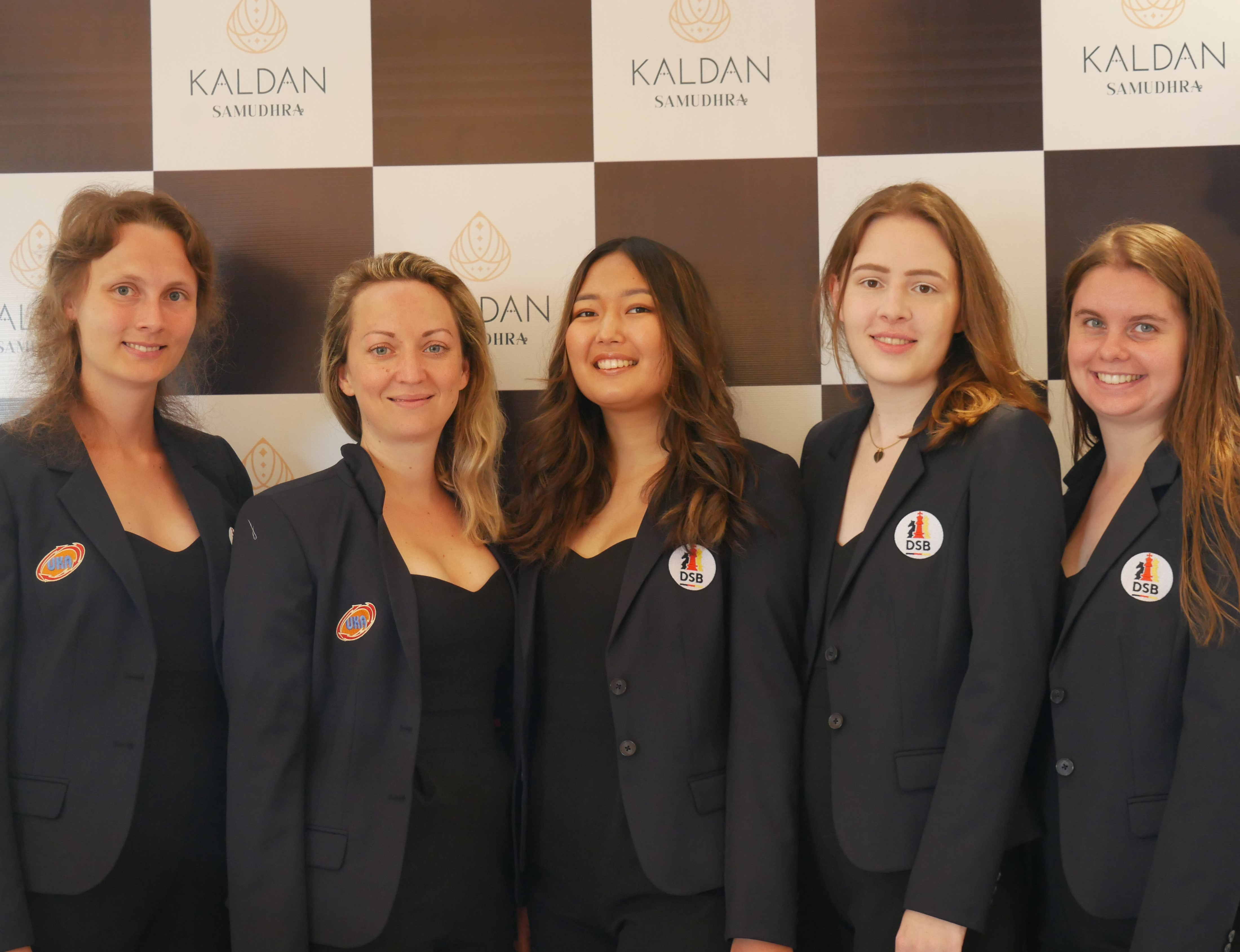
Schacholympiade 2022 in Mamallapuram, von links nach rechts: Josefine Heinemann, Elisabeth Pähtz, Dinara Wagner, Hanna Marie Klek und Jana Schneider.

Nach dem Beginn der Invasion Russlands in der Ukraine 2022 verließ Wagner den Schachverband Russlands, spielte vorübergehend unter der Flagge der FIDE, und wechselte im Mai 2022 zum Deutschen Schachbund. Im gleichen Jahr gewann sie das German Masters der Frauen und nahm zum ersten Mal für Deutschland an einer Schacholympiade teil. Sie erreichte beim Schacholympiade 2022 mit dem deutschen Team am Frauenturnier den zehnten Platz. 
Im September 2022 erreichte sie beim FIDE Women’s Grand Prix in Astana ihre erste IM-Norm.
Am 27. Mai 2023 gewann sie überraschend mit 7/11 Punkten den FIDE Women’s Grand Prix in Nikosia (Zypern), der mit 7 GM und 4 IM äußerst stark besetzt war; sie war die einzige Teilnehmerin mit nur einem WGM-Titel und wies den niedrigsten Elo-Wert im gesamten Teilnehmerfeld auf. Bereits vier Runden vor Schluss hatte sie eine IM-Norm erfüllt, am Ende erreichte sie mit einer Turnierleistung von 2601 sogar eine GM-Norm. Wagner ist damit erst die zweite Frau im Deutschen Schachbund, die eine GM-Norm erreichen konnte (nach Elisabeth Pähtz).  Wagner selbst bezeichnete den Erfolg als „den größten Sieg meines Lebens“ und wies darauf hin, dass sie beim vorhergehenden Grand Prix im Februar 2023 in München noch Letzte geworden war. Im Juni/Juli 2023 gewann Wagner den Sportland-NRW-Cup und erzielte dabei ihre zweite GM-Norm und ihre dritte IM-Norm. Damit trägt sie den Titel Internationaler Meister, als insgesamt vierte Frau im Deutschen Schachbund.

## Elo-Entwicklung
| Hier fehlt eine Grafik, die leider im Moment aus technischen Gründen nicht angezeigt werden kann. Wir arbeiten daran! |